# 富士信重
富士 信重（ふじ のぶしげ）は、戦国時代から江戸時代前期の武士。富士氏の一族。

## 出自
富士信重は、富士城主であった富士信忠の第二子であり、出生は駿河国である。富士氏一族でも富士大宮司を継ぐ本流に対して庶流にあたる。
富士大宮司を歴任した本流は、武田氏による駿河侵攻以後は武力解除が進められ神職としての体制に集約されていった。一方信重は本流とは異なる動向を示し、富士氏の本拠である富士大宮（現在の静岡県富士宮市）から離れた関東で知行を得て、同地で活動することとなる。以後富士大宮の本流は社家として、信重自身は武家として活躍した。

## 略歴

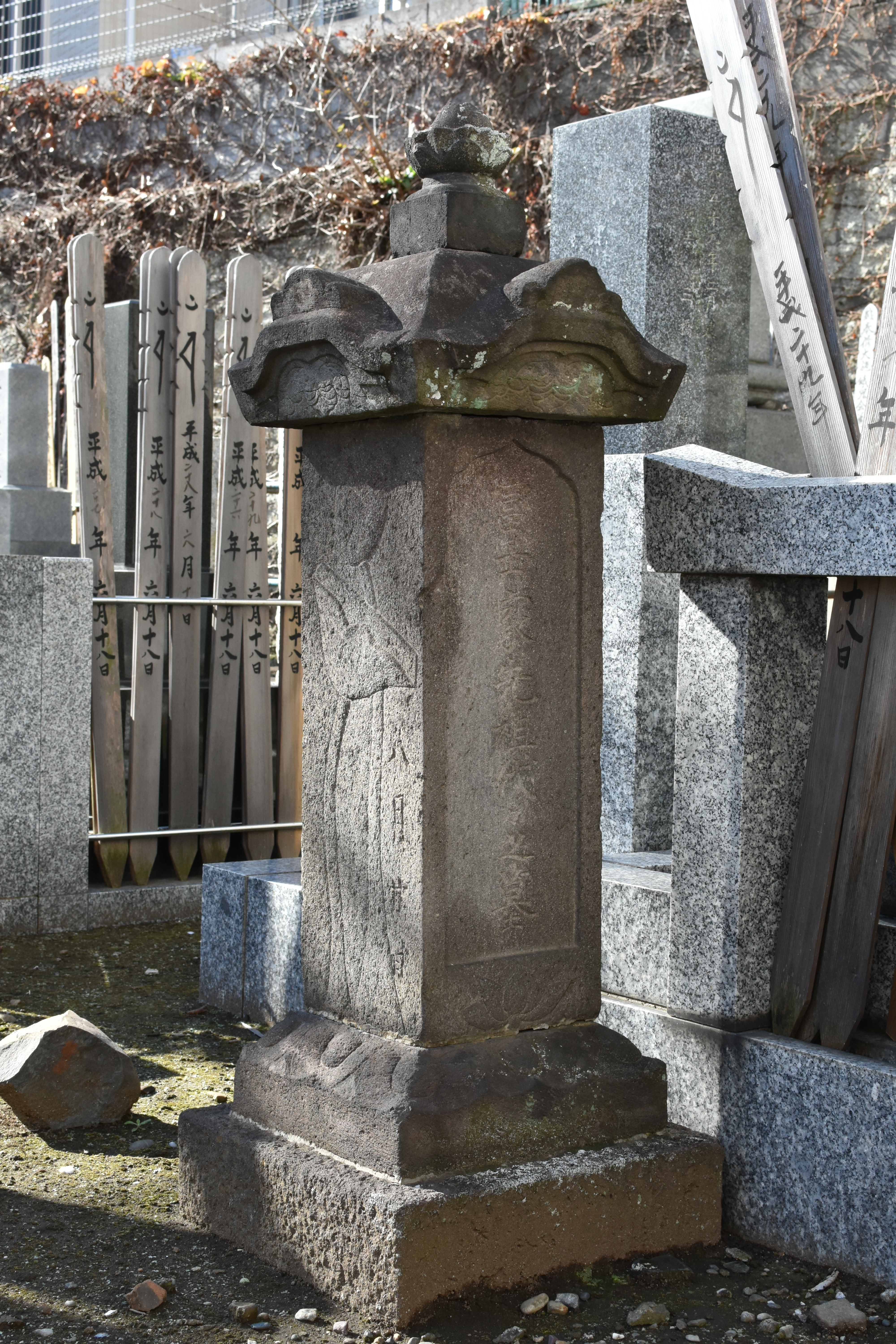
富士家先祖代々之墓（安養寺）

『寛永諸家系図伝』によると、以下のようにある。天正12年（1584年）小牧・長久手の戦いの際に大久保忠隣および本多正信を奏者として徳川家康に拝し駿河国富士下方の吉原に采地を賜り、その後の家康の関東転封に供奉する。以後、徳川家光の代まで仕えていたという。
『寛政重修諸家譜』巻第三百七十九（以下『寛政譜』）には、以下のようにある。富士下方吉原に采地を賜った後に大番を勤め、関東転封に供奉した後の天正19年（1591年）5月3日に改めて相模国鎌倉郡に采地100石を与えられる。
その後関ヶ原の戦いに参戦し、慶長8年（1603年）には下総国印旛郡に100石を加恩され、その後天守番となる。正保3年（1646年）に86歳で没した。家督は子の信成が継いだ。また『御番士代々記』には小牧・長久手の戦いと同年の天正12年に松平康安麾下の大番士となり、以後死去するまで同職にあったとある。
『寛政譜』には相模国鎌倉郡の采地100石について「御朱印を下さる」とあるが、その朱印状は富士家に代々伝えられており、信重より五代後の富士信清が写を幕府に提出している。
朱印状によれば相模国鎌倉郡のうち長尾台・飯嶋（相模国鎌倉郡、現在の神奈川県横浜市栄区）に100石を与えられている。また信重は長尾台に屋敷を有しており、『新編相模国風土記稿』の長尾台村の条には「祖先又一郎信重、天正御入国の後拝賜せしより、今に至るとなり（中略）一段十三坪屋敷、富士又と記せしを見れば、信重当村に居住せしなり」とある。